# 목포대성초등학교
목포대성초등학교는 대한민국 전라남도 목포시에 있는 공립 초등학교이다.

## 학교 연혁
- 1969. 03. 06 목포대성초등학교 개교(21학급)
- 1983. 03. 01 목포대성초등학교 병설유치원 개원
- 1997. 09. 05 본관교실개축 준공식(31개 교실)
- 2008. 03. 01 도지정 독서교육 연구학교(~ 2010.2.28)
- 2014. 02. 19 제43회 졸업(총 12,328명)
- 2014. 03. 01 제18대 박원표 교장 부임
- 2018. 02. 13 제47회 졸업(졸업생 총12,581명)
- 2018. 09. 01 제20대 김종환 교장 부임
- 2022. 03. 01 제21대 이영미 교장 부임
- 2023. 01. 06 제 52회 졸업
- 2024. 01. 09 제 53회 졸업
- 2025. 01. 10 제 54회 졸업
- 2025. 03. 01 제22대 오창윤 교장 부임

## 참고 자료
- 홈페이지 목포대성초등학교 - 한국교육학술정보원 학교알리미